# Família de santo
Familia de Santo  é um termo usado no candomblé e nas religiões afro-brasileiras, que significa pessoas do mesmo axé. É como uma família, onde o filho-de-santo, sempre tem um pai-de-santo, um avô-de-santo até chegar no primeiro africano que trouxe o axé da África. Em virtude da falta de documentação escrita e o analfabetismo e cultura oral dos africanos no inicio da colonização, poucos são os que conseguem fazer a árvore genealógica de sua família natural ou mesmo da família de santo.
No Candomblé, é muito importante a ancestralidade, pois toda Casa de Candomblé teve início através do axé transmitido, só quem recebeu o Axé é que pode transmiti-lo. Quando se menciona uma pessoa do Candomblé, a primeira coisa que perguntam é: ele é filho de quem?
Nas casas mais antigas, que conseguiram manter a tradição, o Axé foi transmitido e preservado, tendo como exemplo a Casa Branca do Engenho Velho da nação Queto é considerada a primeira ou a casa-mãe, que além de conservar sua integridade deu origem a outras casas como Terreiro do Gantois, Ilê Axé Opô Afonjá e muitas outras de filhos, netos e bisnetos da mesma casa-mãe. Esta é a família de santo de Iá Nassô, Iá Detá e Iá Calá, Babá Assicá e Bamboxê Obiticô os africanos que fundaram a comunidade de Nagô Ilê Axé Airá Intilê chamada de Candomblé da Barroquinha que depois mudou o nome para Ilê Axé Iá Nassô Ocá, mais conhecida como Casa Branca do bairro Engenho Velho. 